# Peregrino Anselmo
Juan Peregrino Anselmo (Montevideo, 1902. április 30. – Montevideo, 1975. október 27.) olimpiai és világbajnok uruguayi válogatott labdarúgó.

## Pályafutása

### Klubcsapatban
1922 és 1935 között egyetlen klubcsapat, a Peñarol játékosa volt.

### A válogatottban
1927 és 1934 között 8 alkalommal szerepelt az uruguayi válogatottban és három gólt szerzett. Részt vett az 1930-as világbajnokságon, az 1928. évi nyári olimpiai játékokon illetve az 1927-es és az 1935-ös Dél-amerikai bajnokságon.

### Góljai a válogatottban
| #  | Dátum            | Helyszín                                | Ellenfél    | Eredmény | Végeredmény | Sorozat    |
| -- | ---------------- | --------------------------------------- | ----------- | -------- | ----------- | ---------- |
| 1. | 1930. július 21. | Estadio Centenario, Montevideo, Uruguay | Románia     | 3–0      | 4–0         | 1930-as vb |
| 2. | 1930. július 27. | Estadio Centenario, Montevideo, Uruguay | Jugoszlávia | 2–1      | 6–1         | 1930-as vb |
| 3. | 1930. július 27. | Estadio Centenario, Montevideo, Uruguay | Jugoszlávia | 3–1      | 6–1         | 1930-as vb |

### Edzőként
1962-ben korábbi csapatát a Peñarolt irányította vezetőedzőként.

## Sikerei, díjai
Peñarol
- Uruguayi bajnok (4): 1928, 1929, 1932, 1935

Uruguay
- Világbajnok (1): 1930
- Dél-amerikai bajnok (1): 1935
- Olimpiai bajnok (1): 1928

## Külső hivatkozások
- Statisztika az RSSSF.com honlapján
- Világbajnok keretek az RSSSF.com honlapján
- Peregrino Anselmo adatlapja a National-Football-Teams.com oldalon (angolul)